# Kirin Cup 1992
De Kirin Cup  was de 13e editie van de Kirin Cup. Het toernooi werd gehouden van 30 mei tot en met 7 juni, het werd gespeeld in Japan. De winnaar van dit toernooi was Argentinië, zij wonnen dit toernooi voor 1e keer.

## Eindstand
| Pos | Land       | Wed | Win | Gel | Ver | DV | DT | +/− | Pnt |
| --- | ---------- | --- | --- | --- | --- | -- | -- | --- | --- |
| 1   | Argentinië | 2   | 2   | 0   | 0   | 2  | 0  | +2  | 4   |
| 2   | Wales      | 2   | 1   | 0   | 1   | 1  | 1  | 0   | 2   |
| 3   | Japan      | 2   | 0   | 0   | 2   | 0  | 2  | –2  | 0   |

## Wedstrijden
|                                |       |               |            |                            |
| 30 mei 1992 «onderlinge duels» | Japan | 0 – 1         | Argentinië | Tokio Toeschouwers: 60.000 |
| 30 mei 1992 «onderlinge duels» |       | 53' Batistuta |            | Tokio Toeschouwers: 60.000 |

|                                |               |       |       |                           |
| 3 juni 1992 «onderlinge duels» | Argentinië    | 1 – 0 | Wales | Gifu Toeschouwers: 31.000 |
| 3 juni 1992 «onderlinge duels» | Batistuta 89' |       |       | Gifu Toeschouwers: 31.000 |

|                                |       |           |       |                                |
| 7 juni 1992 «onderlinge duels» | Japan | 0 – 1     | Wales | Matsuyama Toeschouwers: 30.000 |
| 7 juni 1992 «onderlinge duels» |       | 40' Bowen |       | Matsuyama Toeschouwers: 30.000 |

| Winnaar Kirin Cup 1992 |
| ---------------------- |
|                        |
| Argentinië 1e titel    |